# Joachim Ekanga-Ehawa
Joachim Ekanga-Ehawa (Yaoundé, 7 ottobre 1977) è un ex cestista camerunese con cittadinanza francese.

## Carriera
Con il Camerun ha disputato due edizioni dei Campionati africani (2007, 2009).